# Беатриса (графиня де Альбуркерке)
Беатриса Португальская (около 1347, Коимбра — 5 июля 1381, Ледесма, Кастилия и Леон) — дочь короля Португалии Педру I и Инес де Кастро.

## Жизнь
Беатриса родилась в Коимбре приблизительно в 1347 году. Право Беатрисы считаться инфантой (принцессой) Португалии является спорным. Некоторые историки считают её внебрачной дочерью Педру I, поэтому она никогда не могла носить титул инфанты Португальской. Другие же утверждают, что убийство Инес де Кастро было заказано отцом Педру, королём Афонсу IV; после восшествия на престол принц признал, что тайно женился на Инес, и поэтому она была законной королевой Португалии.
Беатриса стала графиней Альбуркерке, когда вышла замуж за Санчо Альфонсо, 1-го графа Альбуркерке в 1373 году. У них было двое детей.
Беатриса умерла в 1381 году.

## Дети
- дон Фернандо Санчес, 2-й граф Альбуркерке
- донья Элеонора Уррака, которая вышла замуж за Фердинанда I Арагонского